# 24053 Shinichiro
24053 Shinichiro è un asteroide della fascia principale. Scoperto nel 1999, presenta un'orbita caratterizzata da un semiasse maggiore pari a 2,2187245 UA e da un'eccentricità di 0,1415677, inclinata di 7,09635° rispetto all'eclittica.